# Čelovce (Banská Bystrica)
Čelovce é um município da Eslováquia, situado no distrito de Veľký Krtíš, na região de Banská Bystrica. Tem 36,82 km² de área e sua população em 2018 foi estimada em 427 habitantes.

## Demografia
| Ano:        | 1994 | 2004    | 2014   | 2024   |
| ----------- | ---- | ------- | ------ | ------ |
| Broj ljudi: | 367  | 442     | 447    | 418    |
| Razlika:    |      | +20,43% | +1,13% | -6,48% |

| Ano:               | 2023 | 2024   |
| ------------------ | ---- | ------ |
| Número de pessoas: | 424  | 418    |
| Diferença:         |      | -1,41% |